# محمد حبيب
محمد السيد حبيب كان النائب الأول للمرشد العام الإخوان المسلمين، وهو أستاذ جامعي في كلية العلوم قسم الجيولوجيا بجامعة أسيوط. وهو متزوج وله ستة أبناء. انفصل عن الجماعة عقب ثورة 25 يناير ليشكل حزب النهضة

## قال عن المحكمة العسكرية التاسعة للإخوان المسلمين
- هذه الأحكام تعبِّر عن مدى القسوة والعنف التي تتعامل بها السلطة القمعية مع جماعة الإخوان المسلمين؛ ذات المنهج السلمي والوسطي، وكردِّ فعل على نجاح الإخوان في الانتخابات التشريعية عام 2005م، والتي فازوا فيها بعدد 88 مقعدًا، ولا شك أن الهدف من هذه الأحكام هو ليس فقط جماعة الإخوان المسلمين من حيث تحجيمها والتضييق عليها وتهميش دورها في الحياة السياسية المصرية، ولكن أيضًا الشعب المصري؛ بقصد تخويفه وإرهابه
- ولا شك أن هذا الحكم سوف يزيد من الاحتقان والغليان الموجود في المجتمع؛ نتيجةً للأزمات السياسية والاقتصادية والاجتماعية التي تسبَّبت فيها السلطة وفشلت في التعامل معها
- أما الحكم بمصادرة أموال وأنصبة بعض ممتلكات رجال الأعمال ففيه ظلمٌ فادحٌ، ولا شكَّ أنه يضرُّ بالاقتصاد المصري ضررًا بالغًا، ويشوِّه وجْهَ مصر أمام العالم» (من تقرير المعارضة المستباحة)»

## وصلات خارجية
- برنامج ما وراء الخبر، قناة الجزيرة، منع الإخوان من تكوين كتلة برلمانية في مصر، 25 مايو 2006
- «الرجل الثاني» بالإخوان يضع النقاط فوق الحروف، سويس إنفو، 30 مايو 2005
- نقطة نظام مع د. محمد حبيب، قناة العربية، 31 يوليو 2005
- فكرة إنشاء حزب سياسي للإخوان المسلمين، قناة الجزيرة، برنامج بلا حدود، 15 أغسطس 2007
- نص حوار د. محمد حبيب لموقع إصلاح الإلكتروني، إخوان أون لاين، 6 ديسمبر 2007
- د. محمد حبيب يكتب: ماذا لو وصل الإخوان إلى الحكم؟، إخوان أون لاين، 6 فبراير 2006
- د. محمد حبيب.. فارس بلا جواد، إسلام أون لاين، 23 ديسمبر 2009
- مستقبل الإخوان في مصر، قناة الجزيرة، برنامج لقاء اليوم، 20 أكتوبر 2009
- بيان من الدكتور محمد السيد حبيب إلى الإخوان في مصر والعالم، إسلام أون لاين، 29 ديسمبر 2009